# Jacob Ellehammer
Jacob Christian Hansen-Ellehammer (født 14. juni 1871 i Bakkebølle, død 20. maj 1946 i Gentofte) var en dansk opfinder og flypioner. Han fik i alt 59 danske patenter og arbejdede med mange forskellige ting, der tæller bl.a. forlystelsesautomater, Tivolibåde, æggeåbnere, flækkeknive til svineslagterier, motorer i utallige afskygninger, motorcykler, biler, alternativ energi og brandslukningsudstyr, han var også en af de første i Europa der fløj med et fly. Danmarks Tekniske Museum udstiller permanent en lang række af hans opfindelser. Ellehammer ligger begravet på Hellerup Kirkegård, og hans gamle virksomhed eksisterer i dag under navnet Ellehammer A/S.

## Opvækst og tidlig karriere
Ellehammer var søn af Mads Jakob Hansen (født 1836 i Hjelm på Møn) og hans hustru Maren Kathrine Larsen (født 1839 i Petersværft på Sydsjælland) og tog navnet Ellehammer i 1901 efter moderens familie.  Faderens forældre (Hans Jacobsen Høj og Magrethe Madsdatter) havde i 1846 købt en parcel i den daværende Bakkebølle Fredskov, hvor den nuværende ejendom “Ørnehøj” ligger i dag. Tilsvarende havde moderens forældre (Lars Hansen “Ellehammer” og Maren Frederiksdatter) i 1844 købt en parcel, der i dag ligger under Farøbroernes landfæste og blev kaldt Ellehammerhuse. 
Ellehammers forældre med deres børn flyttede i 1875 til Vålse på Falster. Faderen og hans 2 brødre Christian og Henrik deltog i afvandingen af Vålse Vig ved hjælp af en opfundet vandløfter, som blev drevet af en hollandsk vindmølle.
Ellehammer blev uddannet som urmager i Nykøbing Falster og tog derefter til København, hvor han kom i lære som elektromekaniker, der var ét af datidens pionerjobs. Ellehammer producerede en motorcykel kaldet Elleham. Den kom på markedet i 1904, og der blev formentlig produceret omkring 1.000 stk.

## Flyveforsøg på Lindholm
Ellehammer ønskede at flyve som den første i verden og byggede derfor i 1905 en maskine, som han kaldte et "luftskib". Ellehammers maskine var bygget som et semibiplan, hvad der vil sige et monoplan med løst oversejl. Elleham-motorcyklens motor var formentlig en vigtig inspirationskilde, da Ellehammer skulle konstruere sin første flymotor; en trecylindret luftkølet stjernemotor på 9 hk. Med maskinen påbegyndte han i januar 1906 en række forsøg på øen Lindholm i Smålandsfarvandet. Maskinen var under flyveforsøgene tøjret til en mast i midten af øens runde landingsbane. Den første motor blev vurderet for svag, så Ellehammer byggede en ny motor med 18 hk, der blev brugt til flyveforsøgene fra august 1906.
Teknisk Museum arvede i 2004 bl.a. Jacob Ellehammers fætters, Lars Ellehammers, dagbog og en logbog fra Lindholm. Af både dag- og logbog fremgår det, at Ellehammer allerede 28. august 1906 fik maskinen til at løfte sig. I logbogen står:
"... Prøvede med Ellehammer på uden svævelse. Forandrede maskinen til mere fortænding. Løftede sig nu med Ellehammer på momentvis med 12 gr..."
Den 12. september 1906 lykkedes det at holde maskinen i luften lidt længere. Lars Ellehammer skrev følgende i sin dagbog:
"... Vind 2-3 Meter. V retning NØ, kørte hele Banen rundt, svævede med bag- og Forhjulene ca. 42 Meter 1½ Fod højt, idet den brasede op fri mod Vinden. Ellehammer hele Tiden paa. Tog Billeder af ”det” i Flugten..." 
I logbogen fra 12. september angives samme flyvehøjde, der svarer til 47 cm:
"... Sejlede hele Banen rundt med Ellehammer paa, svævede momentvis med Forhjulene hævet ca 18 Tm over Banen. Tog Billeder i Flugten..."
Dette sidste citat skal formentlig tolkes som om, baghjulene var lavere end forhjulene, men ikke som at baghjulene rørte jorden. Der er bevaret mindst to fotografier, der blev taget som dokumentation den 12. september, hvor man ser Ellehammers maskine svæve over jorden.
Det afhænger af definitionen på flyvning, hvorvidt der var tale om flyvning på Lindholm i 1906, men under alle omstændigheder var der andre europæiske flypionerer, der havde udført tilsvarende "luftspring" forinden. Det gælder f.eks. Karl Jatho i 1903 og Traian Vuia tidligere i 1906. Ingen af disse pionerer fløj i moderne forstand, da de ikke kunne styre deres maskiner og ikke var i stand til at forblive i luften, men hurtigt mistede hastighed og måtte lande igen. Så Ellehammer kan ikke anses for at være den første i Europa, der fløj med en maskine tungere end luft. 
Franskmanden Ernest Archdeacon havde i juli 1906 udlovet en præmie for første flyvning over 25 meter. Men Ellehammers bedrift blev ikke anerkendt, pga. manglende officiel kontrol og fortøjringen af maskinen til banens centrum gav måske også anledning til problemer. Derfor blev den brasiliansk fødte franskmand Alberto Santos-Dumonts hop på 60 meter i 2-3 meters højde, der den 23. oktober 1906 af Aero-Club De France blev anerkendt som den første flyvning med en maskine tungere end luft i Europa.

## Flyvemaskiner efter Lindholm
Efter forsøgene på Lindholm anså Ellehammer problemet med at flyve for at være løst men indså, at det krævede kraftigere motorer at kunne forblive i luften. Han arbejdede derfor både på at konstruere en kraftigere motor og på at reducere flyets vægt. Han foretog testkørsler af sin nye konstruktion på isen på Farum Sø i slutningen af 1906. Danmarks Tekniske Museum har levende billeder af den maskine, han testede, optaget af Ole Olsen fra Nordisk Film.
I Kiel, Tyskland fløj Ellehammer den 28. juni 1908 ca. 50 m og vandt derved en præmie på 5.000 Mark (udgjorde efter datidens kurs 4.457,50 danske kroner) . Han konstruerede senere forskellige flyvemaskinetyper, bl.a. flyvebåde. I 1912 byggede han en helikopter, der i oktober hævede sig selv og piloten fra jorden.

## Motorforbedringer
Senere beskæftigede Ellehammer sig med opfindelser på motorvæsenets område; han opfandt en særlig karburator, som muliggør anvendelse af petroleum i benzinmotorer og arbejdede på udvikling af en stillestående luftkølet motor til flyvemaskiner, ligesom han opfandt en pumpe til brandsprøjter. Ellehammer arbejdede også på at bygge en dampmotor og ombyggede en Fordson-traktor til dampdrift.

## Laboratorium
Ellehammer grundlagde sit laboratorium i 1898, og det blev en egentlig virksomhed i 1904 som også lavede maskiner til blandt andet Tivoli. Det er denne virksomhed, der stadig findes som Ellehammer A/S.
Han opførte i 1919-20 en laboratoriebygning i Bedre Byggeskik-stil på Kildegårdsvej 20 i Hellerup ved arkitekten Aage Langeland-Mathiesen. Bygningen findes stadig, men blev gennemgribende ombygget til firmadomicil i 2008. Ved den lejlighed forsvandt teksten med 1898 – Laboratorium Ellehammer – 1920 fra bygningens facade i nogen tid, men den er nu genopsat.